# Acrotylus
Acrotylus är ett släkte av insekter. Acrotylus ingår i familjen gräshoppor.

## Bildgalleri

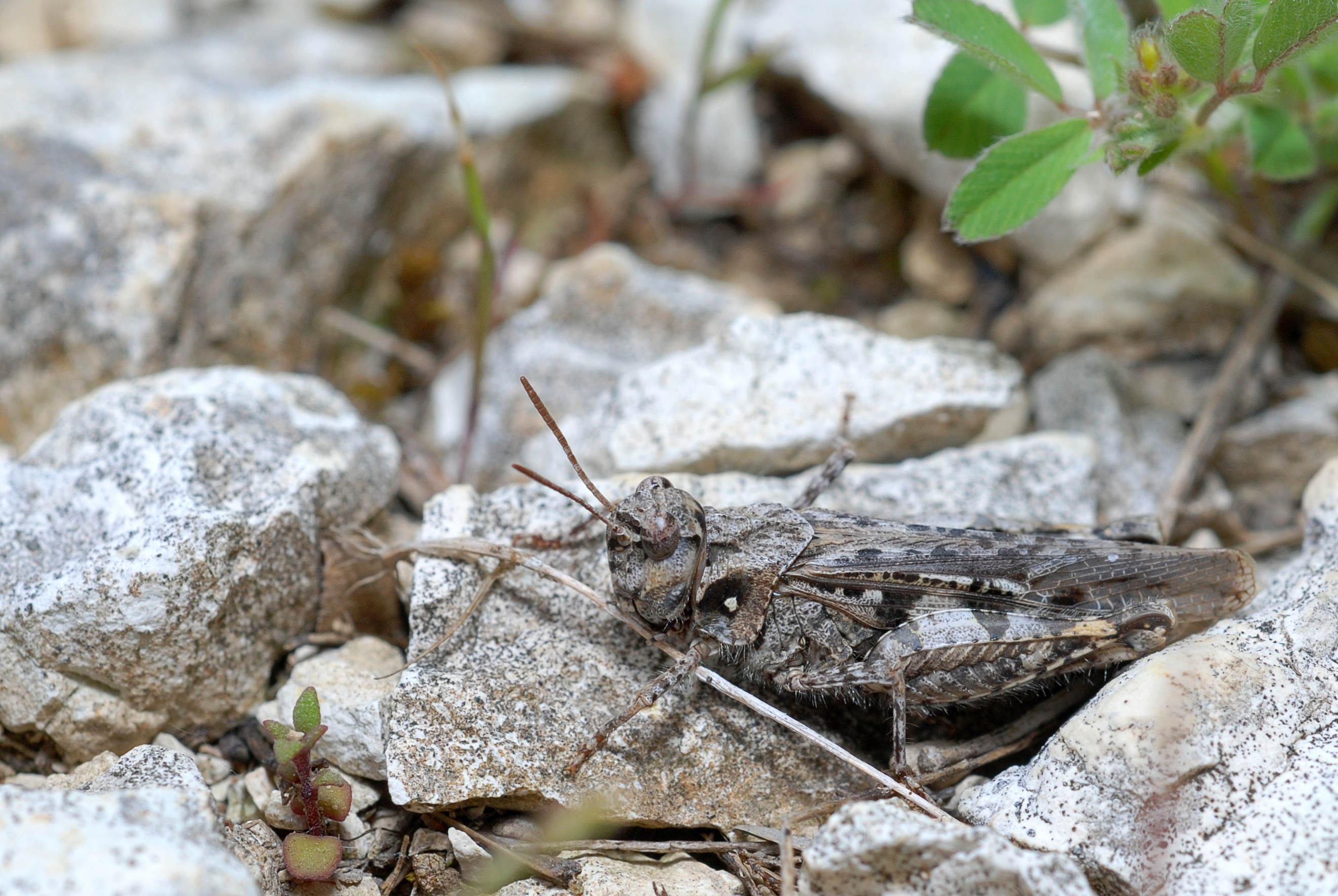
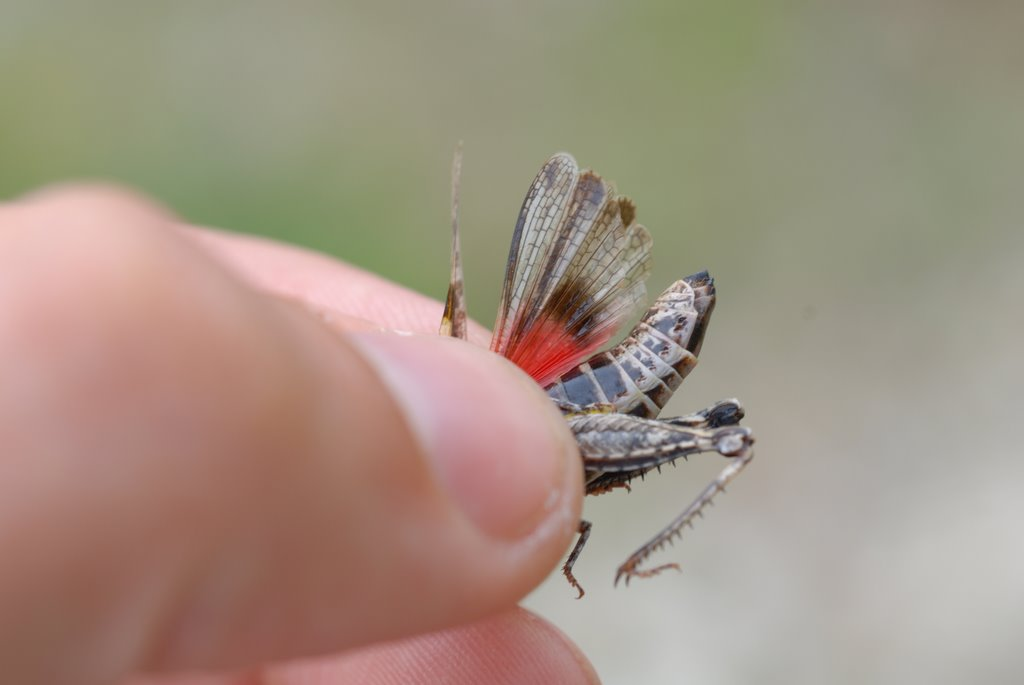
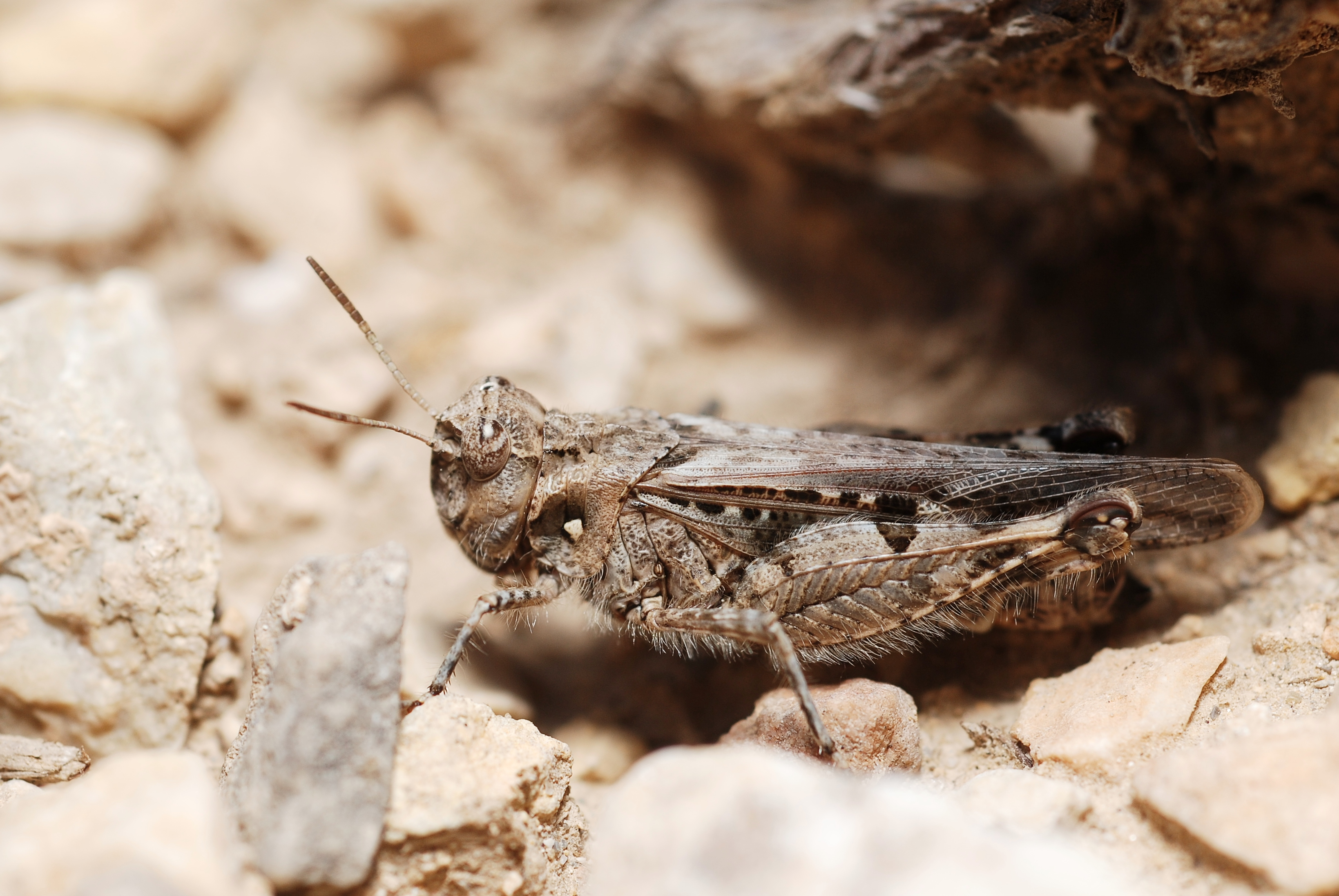
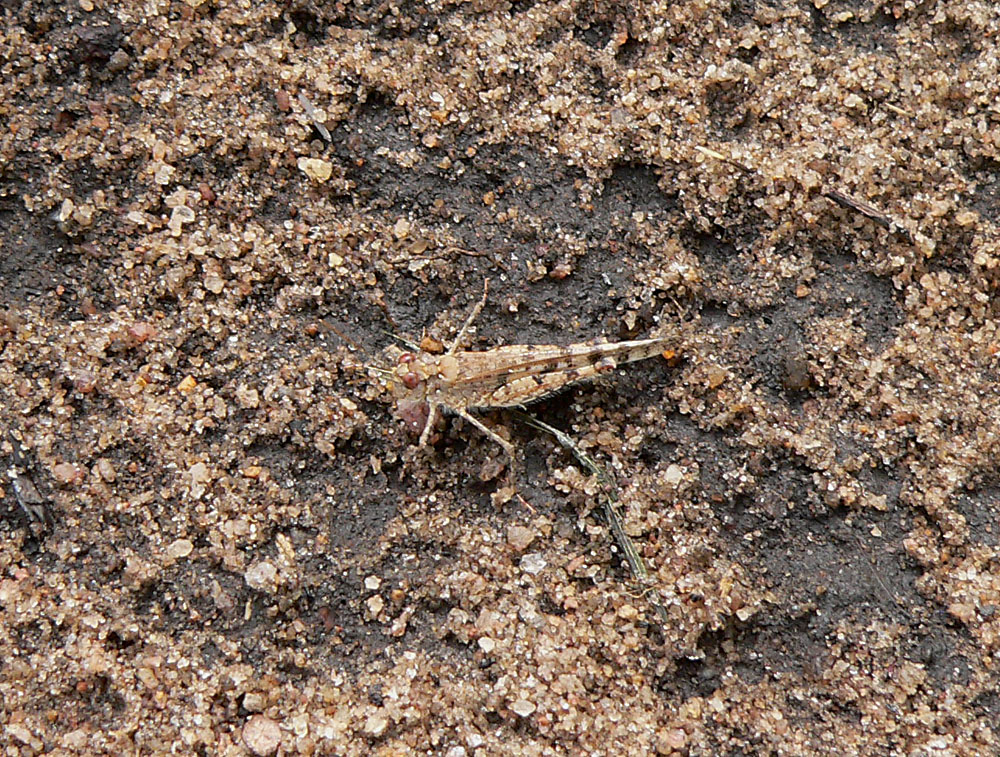
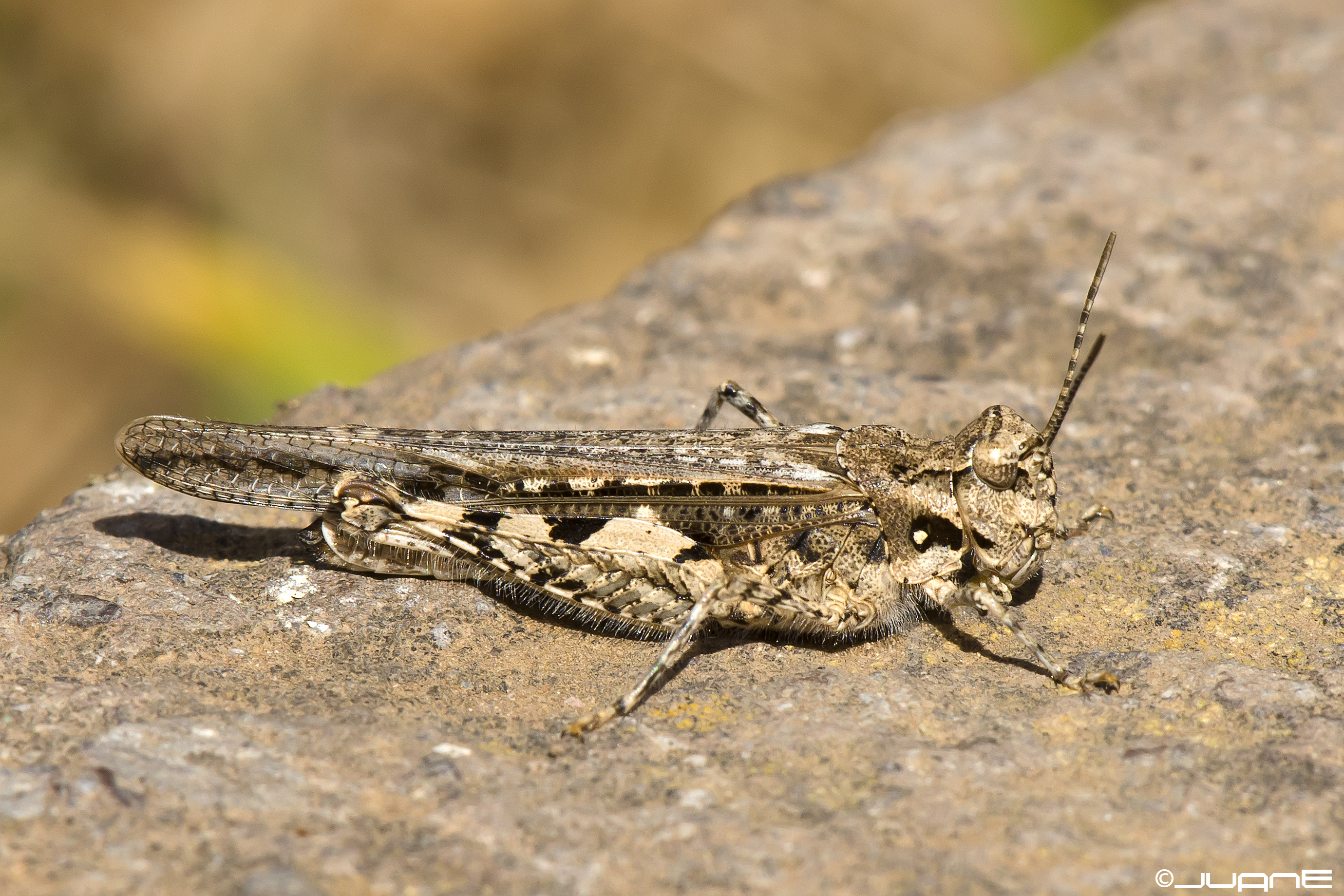
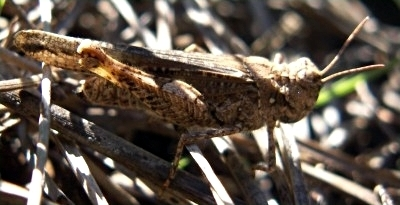

## Dottertaxa tillAcrotylus, i alfabetisk ordning[1]
- Acrotylus aberrans
- Acrotylus angulatus
- Acrotylus apicalis
- Acrotylus apricarius
- Acrotylus azureus
- Acrotylus bicornis
- Acrotylus bilobatus
- Acrotylus blondeli
- Acrotylus braudi
- Acrotylus cabaceira
- Acrotylus capitatus
- Acrotylus concinnus
- Acrotylus crassiceps
- Acrotylus crassus
- Acrotylus daveyi
- Acrotylus deustus
- Acrotylus diana
- Acrotylus elgonensis
- Acrotylus errabundus
- Acrotylus fischeri
- Acrotylus flavescens
- Acrotylus fulgens
- Acrotylus furcifer
- Acrotylus gracilis
- Acrotylus hirtus
- Acrotylus hottentottus
- Acrotylus humbertianus
- Acrotylus incarnatus
- Acrotylus innotatus
- Acrotylus inornatus
- Acrotylus insubricus
- Acrotylus johnstoni
- Acrotylus junodi
- Acrotylus kirbyi
- Acrotylus knipperi
- Acrotylus longipes
- Acrotylus meruensis
- Acrotylus mossambicus
- Acrotylus multispinosus
- Acrotylus ndoloi
- Acrotylus nigripennis
- Acrotylus ocellatus
- Acrotylus patruelis
- Acrotylus ponomarenkoi
- Acrotylus somaliensis
- Acrotylus trifasciatus
- Acrotylus trigrammus